# Aftyzacja
Aftyzacja – niestosowany obecnie zabieg polegający na sztucznym zakażaniu zwierząt domowych zarazkiem pryszczycy, celem wywołania równoczesnego zachorowania całego stada. Przyśpieszało to przebieg epizootii i samej choroby. 
Aftyzację przeprowadzano pod nadzorem władz weterynaryjnych.